# 卡珀爾 (瑞士)
卡珀尔（德語：Kappel，發音：[ˈkapl̩]）是瑞士索洛图恩州的市镇，面积5.09平方千米，2018年12月31日人口为3,237人。